# Старе Плавнице
Старе Плавнице (до 1991. Плавнице Старе) су насељено место у саставу града Бјеловара, у Бјеловарско-билогорској жупанији, Република Хрватска.

## Становништво
На попису становништва 2011. године, Старе Плавнице су имале 673 становника.

## Попис1991.
На попису становништва 1991. године, насељено место Плавнице Старе је имало 621 становника, следећег националног састава:
| Попис 1991.‍  | Попис 1991.‍  | Попис 1991.‍ | Попис 1991.‍ | Попис 1991.‍ |
| ------------ | ------------ | ----------- | ----------- | ----------- |
|              |              |             |             |             |
| Хрвати       | Хрвати       |             | 466         | 75,04%      |
| Срби         | Срби         |             | 121         | 19,48%      |
| Југословени  | Југословени  |             | 10          | 1,61%       |
| Немци        | Немци        |             | 3           | 0,48%       |
| Чеси         | Чеси         |             | 2           | 0,32%       |
| неопредељени | неопредељени |             | 14          | 2,25%       |
| непознато    | непознато    |             | 5           | 0,80%       |
| укупно: 621  |              |             |             |             |